# يوليوس دبليو. برات
يوليوس دبليو. برات (بالإنجليزية: Julius W. Pratt)‏ هو مؤرخ أمريكي، ولد في 1888، وتوفي في 1983.